# Cnodontes
Cnodontes is een geslacht van vlinders van de familie Lycaenidae.

## Soorten
- C. pallida (Trimen, 1898)
- C. penningtoni Bennett, 1954
- C. vansomereni Stenpffer & Bennett, 1953
- C. vansoni Stenpffer & Bennett, 1956